# Прончак, Леонид Иванович
Леони́д Ива́нович Пронча́к (бел. Леанід Іванавіч Пранчак, род. 12 ноября 1958, Прончаки, Брестская область) — белорусский поэт, журналист, переводчик, автор популярных песен. Член Союза писателей СССР (1989 год).

## Биография
Родился 12 ноября 1958 г. в деревне Прончаки Ляховичского района Брестской области в крестьянской семье.
Окончил факультет журналистики Белорусского государственного университета (1981). Работал младшим редактором областного радио Могилёва . С 1983 г. — в Белорусском республиканском штабе студенческих отрядов. Член Союза белорусских писателей.. Живёт в Минске и Прончаках.
Первое стихотворение опубликовал в 1973 г. в газете «Пионер Белоруссии» (бел. «Піянер Беларусі»). В 1994—1995 гг. жил в США, где работал корреспондентом белорусской газеты «Рэспубліка» и писал книгу о белорусских эмигрантах «Белорусская Америка» (бел. Беларуская Амерыка, 1994).
Поэтическое произведение Леонида Прончака «Африканское путешествие» (бел. «Афрыканская вандроўка») легла в основу детского мюзикла «Африка» (бел. «Афрыка»), поставленного в декабре 2003 года на сцене Белорусского национального академического театра имени Янки Купалы и идущего с успехом вот уже несколько лет. Музыку для мюзикла написал известный композитор Владимир Кондрусевич.
Посвятил родным местам стихотворения «Вербы», «Бацька», «Мама», «Прызнанне», «Санет вяртання» и др. Свыше 200 его стихов положены на музыку песен, многие из которых стали шлягерами в республиках бывшего СССР.
Леониду Прончаку принадлежит и значительное количество стихотворных переводов на белорусский язык произведений польских, российских и украинских авторов.
В 2018 году Л. Прончак стал известен массовыми исками о защите авторских прав на свои произведения.